# Тиляги

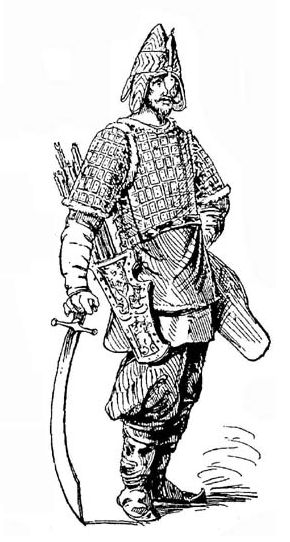
Російський воїн кінця XV століття в тилягах. Ілюстрація «Енциклопедії зброї» Бегайма.

Тиляги́ (рос. куяк, монг. хуяг) — обладунок з металевих пластин, нашитих на оксамит, сукно чи шкіру. Цей тип обладунку був широко вживаним на Русі, у Сибіру та Китаї. Аналог західноєвропейської бригантини.
Пластини зазвичай були круглі. Інколи серед них було по одній великій на грудях та спині. Такі пластини називались щитами. Від калантаря тиляги відрізнялися тим, що пластини не скріплювалися між собою кільцями, а кріпилися до тканини, а також інколи вкривалися нею.